# Émile Bonotaux
Émile Bonotaux (1896-1945) fut un officier français giraudiste engagé dans la Résistance pendant la Seconde Guerre mondiale (réseaux SSMF/TR , ORA, EMA). Il fut arrêté le 24 juin 1943 à Paris, sur trahison probable de l'agent triple Henri Déricourt, organisateur (pour le SOE, section F) du vol qui l'a amené en France. Déporté en Allemagne, il mourut des suites d'un typhus au camp de Dachau le 14 février 1945.

## Famille
- Son père : Alphonse Louis Bonotaux, ouvrier.
- Sa mère : Marie Joséphine née Jacquot.
- Sa femme : Louise Eugénie Marcelle Perron, née le 26 avril 1893 à Besançon. Mariage le 26 janvier 1921 à Rurange.
- Ses enfants : 5 garçons et 2 filles
- Sa belle-sœur : Suzanne Perron, 6, rue Eugène-Millon, Paris 15e
- Sa cousine germaine : mère de Bob Maloubier, lequel appelle Émile Bonotaux « Mon oncle ».

## Éléments biographiques

### Premières années
1896. Émile Alphonse Bonotaux naît le 25 juin 1896 à Voujeaucourt (Doubs).
1914. Il prépare l'École polytechnique.
1915. le 9 avril, son sursis résilié, il est incorporé comme 2e classe au 4e RA.
1916. Il est promu aspirant le 1er février ; puis sous-lieutenant promu au feu, le 1er novembre.
1918. Sous-lieutenant, à titre définitif, le 28 janvier (pour prendre rang le 1er novembre 1916) ; lieutenant, le 28 juin 1918. Il est décoré de la croix de guerre 1914-1918 à trois reprises, en 1916 et 1918. Il embrasse la carrière militaire.
1921-1922. Il participe à la guerre du Rif au Maroc ; il est décoré de la croix de guerre TOE avec étoile d'argent.
1927. Capitaine, le 25 septembre 1927.
1937. Chef d'escadron, le 25 décembre 1937.

### 1940
- Mai. Émile Bonotaux, chef d'escadron d'artillerie, est blessé gravement à la tête le 23 mai 1940, devant Maubeuge.

La très brillante conduite d'Émile Bonotaux lui vaut la Croix d'officier de la Légion d'Honneur, avec la citation suivante :
« Chef de groupe de tout premier plan, qui a donné sur la Sambre et dans la région de Maubeuge la mesure de sa bravoure et de ses hautes qualités militaires. A fait preuve d'un cran et d'une énergie remarquables en appuyant à courte distance son Infanterie aux prises avec les engins blindés ennemis. Complètement encerclé par l'ennemi, a continué à soutenir l'infanterie jusqu'à épuisement  complet des munitions. A combattu ensuite dans les rangs de l'Infanterie pour essayer de percer l'encerclement ennemi. »
Sa batterie d'artillerie étant détruite, il est grièvement blessé et capturé. Rendus furieux par sa résistance, les Allemands le laissent sans soins, le cou percé d'une balle, la mâchoire broyée, perdant son sang, incapable de se nourrir.
- Septembre. Il parvient à s'évader (sur la bicyclette d'une religieuse), pour reprendre du service auprès de l'état-major des armées replié en zone libre. Il se réfugie d'abord chez sa belle-sœur. De là, il parvient à se glisser, avec la complicité de cheminots, dans un wagon de marchandises faisant route vers l'est. Il en saute à proximité de la propriété familiale d'Offlanges dans le Jura, en zone interdite. Ayant recouvré ses forces, il franchit la ligne de démarcation et se présente à l'état-major des armées replié à Clermont-Ferrand. Le colonel Rivet et le commandant Paillole, responsables du contre-espionnage, le prennent avec eux. Ils dirigent le 2e bureau camouflé en Bureau des menées antinationales qui prétend traquer les ennemis de Vichy (gaullistes, Juifs, francs-maçons), mais au contraire, les protège. Émile Bonotaux devient l'adjoint du colonel d'Alès.

### 1941
En janvier, Bob Maloubier mentionne que Bonotaux est affecté à Royat et qu'au sein de l’armée d’armistice, Bonotaux est de ceux qui créent les Groupes d’autodéfense (GAD).

### 1942
À Clermont-Ferrand  (13e DM), il est délégué régional du 3e bureau des M.A. En novembre, quand la Wehrmacht envahit la zone libre, l’état-major du 2e bureau part à Alger, tandis que Bonotaux reste sur place pour assurer la liaison entre l’ORA et le général Giraud. Il est promu Lieutenant-colonel le 25 juin 1942.

### 1943
Le général Frère l'envoie en mission à Alger pour organiser des liaisons avec les commandements alliés et français et rapporter en métropole des missions et des moyens. Il est d'abord prévu qu'il parte par le sous-marin Casabianca le 3 mars 1943. Le colonel A. de Dainville raconte dans son livre que le colonel Bonotaux attend le  sous-marin, "en civil, son uniforme roulé dans son sac tyrolien". Mais la mer est démontée, le sous-marin n'est pas là. Il attend le 4, planqué dans les buissons, il attend encore le 5 dans une ferme et finalement doit renoncer. Un message d'Alger annonce l'impossibilité définitive d'une récupération par sous-marin. Paul Paillole « Perrier » (TR) décide d'organiser avec les Anglais l'envol d'un avion d'Angleterre pour enlever Gilbert-Guillaume, le colonel Bonotaux et le courrier. Un Lysander doit venir à la lune d'avril, dans le Puy-de-Dôme et les emmener en Angleterre. Le lieu choisi, homologué par la RAF, se trouve dans le hameau de Pardines, entre Sauvagnat, Issoire et les grottes de Perier. Les messages BBC convenus sont : « Les voyages forment la jeunesse, a dit Madame de Sévigné. » et « Les bains de mer sont agréables en été. » Le 16 avril, la BBC passe le message convenu. Toute la journée est consacrée à la préparation du courrier d'Alger via Londres et à l'organisation à terre du départ. Le capitaine Mercier de TR 113 accompagnera les passagers, secondé par Michel Thoraval, Herbelin et Simonin.
Départ à Londres
Dans la nuit du 16 au 17 avril, Émile Bonotaux part à Londres par Lysander, en compagnie de Georges Guillaume « Gilbert ».
À Londres et Alger
Le colonel Bonotaux est pris en charge par le capitaine Bonnefous qu'il a eu sous ses ordres et qui sert dans une section secrète du SOE baptisée Devonshire. À l'insu de la France libre, elle prend en charge les agents de Giraud de passage en Angleterre et qui refusent de se ranger sous la bannière gaulliste. Bonotaux accepte  de rencontrer Passy, patron du BCRA, polytechnicien et artilleur comme lui. Ils sympathisent, mais sans plus.
Le SOE lui procure un passage sur Alger où le général Giraud le reçoit. Bonotaux lui apprend que les généraux Revers, Frère, Verneau, Olleris, se placent sous ses ordres et l'assurent de leur entier dévouement. Le général Frère, ancien chef d'état-major de l'armée d'armistice, se fait fort de la remobiliser le moment venu et de créer un réduit stratégique en Auvergne. Le messager venu de France est déçu. Il croyait rencontrer un véritable « chef », celui qui rallierait la France entière et réaliserait l'union sacrée. Or Giraud lui apparaît hésitant, indécis. À Alger, gaullistes et giraudistes se livrent une lutte sans merci. Sur décision du général Revers, Bonotaux rencontre le commandant Paillole, à qui il ne cache pas son amertume. Il demande à regagner la France où on se bat « sans arrière-pensées ». Paillole écrira : « Il avait une certaine tristesse en me quittant pour rejoindre la France. Il devait être pris en charge par une organisation qui n'était plus la nôtre. Il me disait combien il était inquiet de cela. Son intuition, hélas, devait se réaliser. » Le commandant Paillole l'adresse au délégué du BCRA à Alger, Pélabon, qui dispose des moyens d'acheminer Bonotaux en France via l'Angleterre. Bonotaux repart donc à Londres..
À Londres, il rencontre le commandant Pierre Lejeune, chef du Devonshire, ancien membre des GAD et de l'ORA, rentrant d'une tournée en France. Lejeune est consterné que les délégations de pouvoir et les consignes qu'emporte Bonotaux ne soient pas codées, et qu'on lui ait donné pour point de chute « de secours » à Paris un restaurant de la rue Troyon jugé suspect. Heureusement le colonel empruntera la ligne de Déricourt, jugée (alors !) parfaitement sûre.
Retour en France
Définition de la mission : Émile Bonotaux, qui est allé à Alger où il a rencontré le général Giraud, et est resté deux mois à Londres, revient en France porteur d'ordres et de fonds (3 millions de francs) pour l'ORA.
- Juin. 
  - Tentatives infructueuses : dans la nuit du 20 au 21, il n'y a pas d'accueil à l'arrivée et l'avion doit retourner en Angleterre sans déposer ses passagers ; dans la nuit du 22 au 23, une panne de la génératrice provoque une interruption générale de l'alimentation électrique de l'avion, qui oblige le pilote à faire demi-tour.
  - Dans la nuit du 23 au 24 juin 1943, un avion le dépose en France[14].

Récit de l'atterrissage par le pilote, Hugh Verity L'objectif était proche de la Loire et facile à trouver. La nuit était si belle. Sous les étoiles, la rivière lumineuse se détachait parfaitement de la terre sombre. Je décidai de me poser à 1 h 40, avant le lever de la lune. L'expérience montrerait s'il était ou non nécessaire de limiter les opérations aux périodes lunaires. En fait, j'éprouvai une telle peur au cours de l'approche que je décidai : « Jamais plus ». Le pire était de ne pouvoir se rendre compte de l'absence ou de la présence d'arbres. Je crois vraiment que ce fut presque le seul ramassage clandestin jamais effectué par Lysander sans le moindre rayon de lune. Cependant mon phare d'atterrissage utilisé par brefs éclats fit mon salut. Tout se passa bien.
Récit de l'arrivée des passagers. Lors de leur troisième voyage en commun, les deux passagers, Robert Lyon et le colonel Émile Bonotaux découvrent qu’ils ont servi dans le même régiment d’artillerie en 1915-1916 et qu’ils ont été blessés tous les deux. Le colonel révèle qu’il n’est pas un agent du SOE, mais travaille pour l’organisation de résistance de l’armée française, et qu’il est allé à Alger pour prendre contact avec le général Giraux. Vol sans histoire. À l’atterrissage, Lyon et Bonotaux sont accueillis par Henri Déricourt et son assistant Rémy Clément. On dissimule une partie de leurs bagages dans une meule de foin sur le terrain. Déricourt les guide vers un taillis, en leur recommandant d’y rester cachés jusqu’à 7 heures, le premier train pour Paris  devant quitter à 8 heures la gare d’Amboise, située à moins de cinq kilomètres.
Le matin, en gare d’Amboise, quatre jeunes-gens sont là avec des vêtements par trop voyants. Ce sont des membres de la Gestapo française, tout ce dont dispose Hans Kieffer ce jour-là, car ses meilleurs limiers sont affectés avenue Henri-Martin (ils viennent effectivement dans la nuit d’y arrêter Andrée Borrel « Denise » et Gilbert Norman « Archambault ») et rue de Mazagran (ils vont y arrêter Francis Suttill « Prosper » dans la matinée). Robert Lyon et le colonel Émile Bonotaux prennent le train pour Paris, voyageant séparément. Robert Lyon voit Déricourt se promener de long en large dans le train. Du menton, Déricourt désigne aux truands les deux agents venus de Londres. À la gare d’Austerlitz, aucun contrôle de police, Hans Kieffer y a veillé. Les deux arrivants s’engouffrent dans le métro. Ils prennent deux lignes différentes, obligeant leurs anges gardiens à se séparer en deux équipes. Après avoir changé à Sèvres-Babylone, Bonotaux descend à la station Convention. De là, il s'engage dans la rue Eugène-Millon, pénètre au numéro 6, gravit trois étages, sonne à la porte au nom de Perron. Il en sort peu après et prend un métro qui le ramène gare d'Austerlitz. Les deux malfrats sont troublés. Depuis plus d'une heure, ils talonnent un homme qui va, vient, retourne sur ses pas. Si, par exemple, il avait établi un contact rue Millon ? Si, à Austerlitz, il sautait soudain dans un train pour Amboise d'où il s'envolerait pour l'Angleterre, porteur de documents qu'on viendrait de lui remettre ? Ils se concertent puis bondissent sur l'inconnu et le maîtrisent.

### Aux mains de l'ennemi[17]
Au 93, rue Lauriston, qu'occupe la sinistre « Gestapo française », on le fouille. Surprise, sa serviette contient 4 millions de francs et des documents à en-tête du gouvernement d'Alger ayant trait à l'Organisation de résistance de l'armée, l'ORA, d'obédience giraudiste ! Les pseudonymes cités dans le texte sont cousus de fil blanc. Ainsi, un certain « Félix », délégué de « H » pour la France occupée, ne peut être que le général Frère et H, le général Giraud. La prise est d'une telle importance que Henri Lafont, en personne, la livre avenue Foch.
Même si Bonotaux n'avait pas été capturé, jamais les généraux Frère, Olleris et Verneau n'auraient reçu le courrier qui leur était destiné ; ils avaient été arrêtés les uns après les autres. Depuis la fin de l'hiver, libre d'agir à sa guise sur tout le territoire français, la Gestapo n'avait pas eu grand mal à identifier l'ORA, composée de militaires mis à la retraite d'office. Il lui avait suffi de recenser les « états-majors », les « cabinets », les « bureaux » qui, même clandestins, n'avaient su s'affranchir de la routine administrative. Le SD avait saisi des notes, des instructions soigneusement classées. En outre les réunions secrètes des responsables ne l'étaient guère. Dans une lettre, tombée entre les mains du SD, Giraud demandait au général Frère de le rejoindre à Alger ; il voulait lui confier le commandement des formations militaires qui seraient remises sur pied en France afin de harceler l'ennemi quand le débarquement aurait lieu. Frère avait refusé net : « Jamais ! Ce serait une désertion ». Peu après, Frère avait été incarcéré. Le 9 juin, c'est le tour du général Olleris et de son adjoint. Les Allemands n'ont retenu contre les officiers que de vagues présomptions. Après quelques interrogatoires, on leur laisse entendre qu'ils pourraient être relâchés. C'est à ce moment-là que Bonotaux a été capturé.
Hans Kieffer trouve, parmi les documents dont Bonotaux est porteur, un ordre du jour au ton très officiel signé de Giraud qui se déclare « chef de la Résistance sur le territoire français » et s'adresse au général Frère, « chef de l'armée secrète et commandant de l'armée française à l'heure du débarquement », un débarquement prévu pour l'automne 1943. L'ordre stipule : « S'il arrivait malheur au général Frère, le général de Lafond prendra la relève, puis le général Olleris. »
Après son passage avenue Foch, Bonotaux est interné dans une villa de Neuilly — 9, avenue Victor-Hugo — d'où il réussit à donner des nouvelles, grâce à un plombier français occupé à des réparations, qui accepte de transmettre un message à la famille. Puis, à l'aide d'une sarbacane, Bonotaux parvient à projeter dans la rue des billets roulés en boule relatant les circonstances de son arrestation. Par-dessus l'enceinte de la propriété, sa femme peut l'apercevoir une fois et échanger de loin quelques gestes de reconnaissance. Puis Bonotaux est transféré à Fresnes. Le général Frère l'y rejoint.
1944. En février, sa femme peut le voir à deux nouvelles reprises, à Fresnes. Bonotaux est déporté le 4 mai 1944 avec les généraux Frère, Olleris, Gransard et Gilliot au camp de Natzweiler-Struthof, connu sous le nom d'"enfer d'Alsace". Ils sont tous étiquetés N.N., donc voués à la mort sans laisser de traces. Bonotaux et le général Frère sont là hospitalisés ensemble. Bonotaux assiste dans ses derniers instants le général Frère, qui meurt le 13 juin, juste un an après son arrestation. Le 19 juillet, ses camarades partent pour être jugés à Breslau. Le colonel Bonotaux et le général Delestraint, trop malades pour être transportés, restent sur place. Puis, le camp étant évacué vers Dachau, Bonotaux y est transféré le 3, et après une journée, gagne Allach. Vers fin octobre, il est ramené à Dachau dans un bloc fermé.
1945. En janvier, une épidémie de typhus se déclenche, très grave dans le bloc où il se trouve. Il contracte la maladie fin janvier. Lors de sa convalescence, il meurt le 14 février 1945 d'une myocardite, complication secondaire du typhus. Par décret du 25 octobre 1945, il est promu colonel (à titre posthume), pour prendre rang du 25 septembre 1943.

## Reconnaissance

### Distinctions
Cité à l'ordre de l'Armée

- Officier de la Légion d'honneur[Quand ?]
- Médaille de la Résistance
- Croix de guerre 1914–1918 3 fois (étoiles, palmes ?)
- Croix de guerre des Théâtres d'opérations extérieurs avec étoile d'argent

### Mémoire
Le nom d'Émile Bonotaux est mentionné sur le mémorial national, situé à Ramatuelle (Var), dédié aux membres des services spéciaux morts pour la France lors de la Seconde Guerre mondiale.